# Hydrure de césium
L'hydrure de césium est un composé chimique de formule CsH. Il se présente comme un solide incolore très sensible à l'humidité qui réagit de manière explosive au contact de l'air humide pour former de l'hydroxyde de césium CsOH et de l'hydrogène H2. Il cristallise dans une cristalline de type NaCl, dans le système cubique avec le groupe d'espace Fm3m (no 225) et comme paramètre cristallin a = 636,5 pm. Sous une pression de 6,5 MPa, la structure cristalline passe du type NaCl vers le type CsCl avec un paramètre de maille a = 382,0 pm.
On peut l'obtenir en faisant réagir du césium et de l'hydrogène :
2 Cs + H2 ⟶ 2 CsH.
C'est le plus réactif des hydrures stables de métaux alcalins et une superbase très puissante. Il s'agit de la première substance produite par formation de particules induite par la lumière à partir de vapeur métallique. CsH a suscité un intérêt dans le cadre des études préliminaires pour des applications de moteur ionique au césium.
Les noyaux de césium du CsH peuvent être hyperpolarisés en interagissant avec de la vapeur de césium traitée par pompage optique à travers un phénomène de pompage optique par échange de spin (SEOP), qui peut amplifier le signal RMN des noyaux de césium d'un ordre de grandeur.